# 革叶荠
革叶荠（学名：Stroganowia brachyota）为十字花科革叶荠属下的一个种。